# 奔腾D
Pentium D是英特爾公司的雙核心處理器系列之一，於2005年春季的Intel開發者論壇中首度亮相。它把兩顆Pentium 4 Prescott核心放在同一塊晶片上。

## 核心

### Smithfield

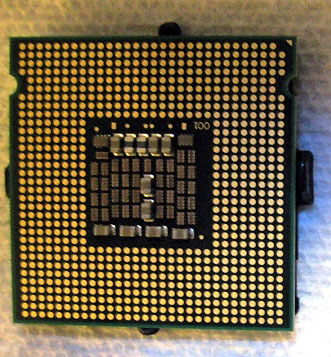
Pentium D 820

為英特爾於2005年5月26日推出的第一代雙核心處理器核心，以2.8、3.0、3.2GHz運作，各者分別命名為820、830、840。805（2.66GHz, 533MHz外頻）則於2006年第一季登場。
Smithfield採用90奈米技術，兩核心各擁有1MB L2內存。各Smithfield核心之Pentium D均不支援超執行緒（Hyper-Threading）（但與Pentium D 800系列之Pentium Extreme Edition則擁有此技術）、Virtualization Technology（VT，前稱 Vanderpool）
Smithfield核心之Pentium D均支援英特爾之EM64T、xD Bit、EIST（820除外），各者皆與主流Pentium 4處理器一樣，使用LGA 775 Land插槽。除805外，Smithfield處理器均使用800MHz處理器外頻，805則是將無法到達FSB800外頻的處理器降到FSB533外頻，作為低階的雙核心處理器。Pentium D處理器起初必須使用以i945/955/975或nVidia nForce 4為北橋的主機板。而i915/925系列的主機板，皆不能使用雙核心處理器。不過之後為了進一步搶低價位的市場，i865系列的某些款晶片組在更新BIOS和重新強化電路設計後也可以支援雙核心處理器（有些甚至支援到Core 2 Quad系列，但匯流排只能跑FSB800），而其它廠商如VIA、SIS、ATI等也皆有推出一系列相關的晶片組。

### Presler

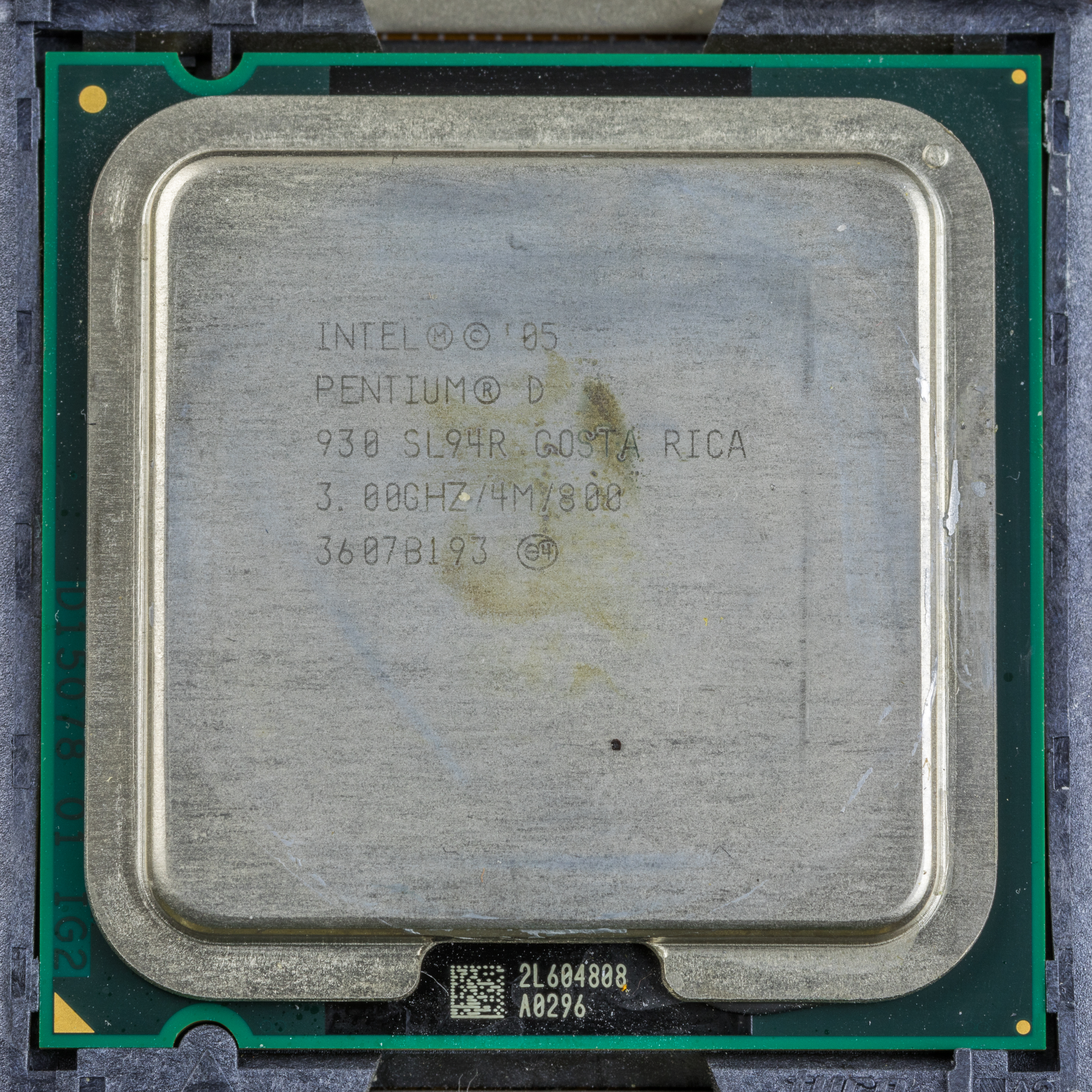
Intel Pentium D 930

為英特爾推出的第二代雙核心處理器核心，由兩顆Cedar Mill核心組成，使用65纳米技術製成。Presler核心可於各支援Smithfield核心之主機板上使用，並與Smithfield核心一樣，使用200MHz（QDR，即800MHz）外頻。
本核心處理器支援VT、EM64T、XD bit及EIST。首批推出的處理器有920、930、940、950、960，頻率分別為2.8、3.0、3.2、3.4、3.6GHz。960（3.6GHz, 800MHz外頻）於2006年4月30日登場。不支援VT處理器則於2006年7月23日登場，推出的處理器有915、925、935、945，頻率分別為2.8、3、3.2、3.4GHz。

## 奔騰Extreme Edition
是在2005年春天的開發者論壇中推出的一系列微處理器之品牌名稱。這個處理器是以雙核心的為基礎，但加入超執行緒，因此任何的作業系統會看到四個邏輯核心（2x2實體核心）。這個處理器也支援和。它沒有鎖頻。早期的效能報告提到這個處理器最高能在风冷下以3.8GHz的时钟速度穩定執行。是在2005年早期推出，價格是999.99美元（OEM）或1,200美元（零售）。

### Smithfield
它是第一代Pentium Extreme Edition所用的核心，跟Penitum D 8XX系列一樣，唯一不同的是它有超執行緒技術。這個系列只有一枚處理Pentium Extreme Edition 840。
這個系列必須使用英特爾的i955X或i975X及NVIDIA的NForce 4 SLI Intel Edition晶片組，使用i945系列晶片組的話會關閉超執行緒功能。

### Presler
它是第二代Pentium Extreme Edition的核心，跟Pentium 9XX系列一樣，但開啟了超執行緒技術，使用1066MHz FSB，以及解除了倍頻鎖。這個系列有兩枚處理器，分別是955及965。Presler必須搭配英特爾的i975X晶片組或NVIDIA的nForce4系列。

### 後繼者
英特爾將以使用Intel Core微處理器架構的Intel Core 2 Extreme取代Pentium Extreme Edition。

## 型號列表
| Intel Pentium D 處理器家族            | Intel Pentium D 處理器家族              | Intel Pentium D 處理器家族 | Intel Pentium D 處理器家族 | Intel Pentium D 處理器家族 |
| 起初標誌                              | 新標誌                                  | 桌上型電腦                 | 桌上型電腦                 | 桌上型電腦                 |
| 起初標誌                              | 新標誌                                  | 代號                       | 核心                       | 推出日期                   |
| ------------------------------------- | --------------------------------------- | -------------------------- | -------------------------- | -------------------------- |
| Pentium D logo as of 2005             | Pentium D logo as of 2006               | Smithfield Presler         | (90nm) (65nm)              | 2005年5月 2006年1月        |
| Original Pentium Extreme Edition logo | Pentium Extreme Edition logo as of 2006 | Smithfield XE Presler XE   | (90nm) (65nm)              | 2005年5月 2006年1月        |
| Intel Pentium D 處理器列表            |                                         |                            |                            |                            |